# 中村拓志
中村拓志（1974年—）是日本一位建築師，1999年修完明治大学研究生院博士前期课程后，进入隈研吾建築都市設計事務所工作。2002年，设立NAP建筑设计事务所。曾獲得日本建築大賞、吉岡賞以及JIA新人賞。